# Stazione di Certosa di Pavia
Stazione di Certosa di Pavia vasútállomás Olaszországban, Lombardia régióban, Certosa di Pavia településen.

## Vasútvonalak
Az állomást az alábbi vasútvonalak érintik:
- Milánó–Genova-vasútvonal

## Kapcsolódó állomások
A vasútállomáshoz az alábbi állomások vannak a legközelebb:
- Stazione di Villamaggiore
- Stazione di Pavia